# Kozyndan
Kozyndan est le pseudonyme d'un couple d'artiste illustrateurs de Los Angeles (Kozue and Dan Kitchens). Depuis leur rencontre à l'Université d'État de Californie à Fullerton, ils poursuivent des projets  d'illustration autour des visions panoramiques surréalistes des mégalopoles mêlant science-fiction et personnages traditionnels de l'imaginaire japonais populaire. Ils ont également collaboré à différents magazines d'illustration aux États-Unis et à la réalisation de nombreuses pochettes de CD.